# Michael Fitzgerald (fotboll)
Michael Fitzgerald, född 17 september 1988, är en nyzeeländsk fotbollsspelare som spelar för Albirex Niigata.
Michael Fitzgerald spelade 3 landskamper för det nyzeeländska landslaget.